# Эррера Вера, Анхель
А́нхель Эрре́ра Ве́ра (исп. Ángel Herrera Vera; 2 августа 1957, Гуантанамо) — кубинский боксёр лёгких весовых категорий, выступал за сборную Кубы во второй половине 1970-х — первой половине 1980-х годов. Чемпион летних Олимпийских игр в Монреале и Москве, дважды чемпион мира, серебряный призёр Панамериканских игр, победитель многих международных турниров и национальных первенств.

## Биография
Анхель Эррера Вера родился 2 августа 1957 года в городе Гуантанамо. Впервые попал в основной состав сборной Кубы по боксу в 1976 году, в полулёгком весе одержал победу на двух национальных турнирах, выиграл международный турнир в Болгарии. Уже в возрасте девятнадцати лет удостоился права защищать честь страны на летних Олимпийских играх в Монреале, где сенсационно победил всех своих соперников, завоевав золотую медаль. Год спустя стал чемпионом Кубы — впоследствии повторил это достижение ещё пять раз (дважды в полулёгком весе и трижды в лёгком). В 1978 году побывал на чемпионате мира в Белграде, откуда тоже привёз медаль золотого достоинства.
В 1979 году Эррера поучаствовал в зачёте Панамериканских игр в Сан-Хуане, однако уже во втором своём матче на турнире потерпел поражение от американца Бернарда Тейлора. После этой неудачи поднялся в лёгкую весовую категорию и принял участие в ещё нескольких международных турнирах, в частности, удачно съездил на матчевые встречи сборных США и Кубы. Оставаясь лидером сборной в лёгком весе, в 1980 году ездил соревноваться на Олимпийских играх в Москве и вновь был лучшим среди всех претендентов на олимпийское золото, в том числе в финале победил техническим нокаутом советского фаворита Виктора Демьяненко.
На мировом первенстве 1982 года в Мюнхене Анхель Эррера со счётом 3:2 переиграл американского боксёра Пернелла Уитакера, будущего олимпийского чемпиона и многократного чемпиона мира среди профессионалов. Год спустя побывал на Панамериканских играх в Каракасе, где в финальной стадии вновь встретился в Уитакером и на сей раз проиграл ему 0:5. Должен был представлять страну на летних Олимпийских играх 1984 года в Лос-Анджелесе, однако Куба бойкотировала эти соревнования, и вместо этого Эррера принял участие в турнире стран социалистического лагеря «Дружба-84», где завоевал золотую медаль. Вскоре после этих соревнований принял решение покинуть сборную и завершил карьеру спортсмена, всего в любительском олимпийском боксе провёл 267 боёв, из них 255 окончил победой.